# Justicia chrysocoma
Justicia chrysocoma är en akantusväxtart som beskrevs av Emery Clarence Leonard. Justicia chrysocoma ingår i släktet Justicia och familjen akantusväxter. Inga underarter finns listade i Catalogue of Life.